# ポリャーネ族 (東)

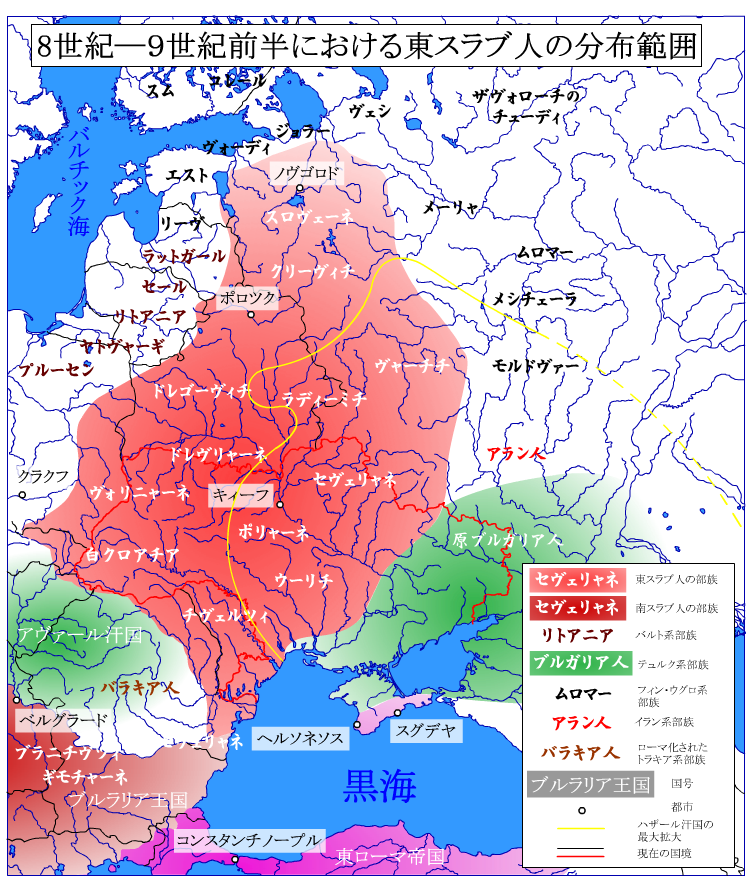
東スラヴ人

ポリャーネ族は（教会スラヴ語: Полѧне、ウクライナ語: Полочани、ロシア語: Поляне、ベラルーシ語（タラシケヴィツァ）:Паляне、意訳：「野原の人々」）は、6世紀から9世紀にかけて存在した東スラヴ人の部族。『ルーシ年代記』にしか登場しない。現在のウクライナ北部、ドニプロ川の右岸、キエフを中心とした地域に居住した。東はシヴェーリア族、南はウーリチ族、西はティーヴェル族とドレヴリャーネ族、北はドレゲーヴィチ族といった東スラヴの部族と接していた。年代記の伝説によれば、ドナウ川からドニプロ川へ移住したという。新たな地でルーシという共同体を組織したと考えられる。年代記ではしばしばキエフ人、もしくはルーシ人と呼ばれる。10世紀の前に姿を消した。ポリャーネ族に該当する考古学的な文化は未定である。